# Härenstam
Härenstam är en svensk släkt från Kävsjö socken i Småland.

## Historik
Stamfader för släkten Härenstam är Johan Andersson, född 1840 i Kävsjö socken i Småland. Han var hemmansägare i Hafrida Ågård och senare i Forsheda, Forsheda socken i Småland där han också hade ett bruk. Han var gift med Karolina Johannesdotter, född 1843 i Gnosjö socken, men blev tidigt änkling. Hans son disponenten Alfred Härenstam var far till historikern Curt Härenstam och farfar till underhållaren Magnus Härenstam. 
TV-journalisten Chris Härenstam är adoptivson till Bengt Härenstam som också tillhör denna släkt. 
Den 31 december 2024 fanns det 94 personer med efternamnet Härenstam i Sverige.

## Personer med efternamnet Härenstam
- Alfred Härenstam (1868–1948), möbelhandlare, kommunpolitiker
- Filip Härenstam (1898–1990), civilingenjör
- Curt Härenstam (1907–1961), historiker
- Elsa Härenstam (1907–1999), lärare
- Magnus Härenstam (1941–2015), underhållare
- Chris Härenstam (född 1973), TV-journalist
- Malin Härenstam, TV-journalist
- Gunnar Härenstam (1914–2008), bankdirektör